# Lista de prefeitos de Lajes (Rio Grande do Norte)
Esta é a lista de prefeitos de Lajes, município brasileiro do estado do Rio Grande do Norte.
| Nº | Prefeito                          | Imagem                                          | Partido                                       | Período                 | Período                 | Vice-prefeito                                         | Observações                                    |
| -- | --------------------------------- | ----------------------------------------------- | --------------------------------------------- | ----------------------- | ----------------------- | ----------------------------------------------------- | ---------------------------------------------- |
| 1  | Miguel Teixeira de Vasconcelos    |                                                 | PR                                            | 3 de janeiro de 1915    | 3 de janeiro de 1917    | —                                                     | Prefeito nomeado pelo Governador do Estado     |
| 2  | Félix Teixeira de Melo            |                                                 | PR                                            | 3 de janeiro de 1917    | 3 de janeiro de 1920    | —                                                     | Prefeito eleito em sufrágio universal          |
| 3  | Juviano Mendes de Araújo          |                                                 | PL                                            | 3 de janeiro de 1920    | 3 de janeiro de 1923    | —                                                     | Prefeito eleito em sufrágio universal          |
| 4  | Manoel Januário Cabral            |                                                 | PRP                                           | 3 de janeiro de 1923    | 14 de agosto de 1925    | —                                                     | Prefeito eleito em sufrágio universal          |
| 5  | Ulisses Vale                      |                                                 | PL                                            | 14 de agosto de 1925    | 1º de janeiro de 1929   | —                                                     | Prefeito eleito em sufrágio universal          |
| 6  | Alzira Soriano                    |                                                 | PR                                            | 1º de janeiro de 1929   | 25 de outubro de 1930   | —                                                     | Prefeita eleita em sufrágio universal          |
| 7  | Adauto de Sá Leitão               |                                                 | PR                                            | 25 de outubro de 1930   | 6 de dezembro de 1930   | —                                                     | Prefeito nomeado pelo Governador do Estado     |
| 8  | Ubaldino Batista                  |                                                 | PRP                                           | 6 de dezembro de 1930   | 31 de julho de 1931     | —                                                     | Prefeito nomeado pelo Governador do Estado     |
| 9  | Félix Teixeira de Melo            |                                                 | PR                                            | 31 de julho de 1931     | 27 de agosto de 1932    | —                                                     | Prefeito nomeado pelo Governador do Estado     |
| 10 | José Silva                        |                                                 | PP                                            | 27 de agosto de 1932    | 27 de março de 1933     | —                                                     | Prefeito nomeado pelo Governador do Estado     |
| 11 | Félix Teixeira de Melo            |                                                 | PR                                            | 27 de março de 1933     | 20 de março de 1934     | —                                                     | Prefeito nomeado pelo Governador do Estado     |
| 12 | Genésio Teixeira da Silva         |                                                 | PAN                                           | 20 de março de 1934     | 04 de novembro de 1935  | —                                                     | Prefeito nomeado pelo Governador do Estado     |
| 13 | Aristóteles Lima                  |                                                 | PL                                            | 04 de novembro de 1935  | 28 de dezembro de 1937  | —                                                     | Prefeito nomeado pelo Governador do Estado     |
| 14 | Severino Moura do Vale            |                                                 | PSD                                           | 28 de dezembro de 1937  | 21 de janeiro de 1938   | —                                                     | Prefeito nomeado pelo Governador do Estado     |
| 15 | Francisco de Oliveira Cabral      |                                                 | PP                                            | 21 de janeiro de 1938   | 18 de abril de 1945     | —                                                     | Prefeito nomeado pelo Governador do Estado     |
| 16 | Francisco Amâncio Pereira         |                                                 | PSD                                           | 18 de abril de 1945     | 19 de novembro de 1945  | —                                                     | Prefeito nomeado pelo Governador do Estado     |
| 17 | João Batista Fernandes            |                                                 | PSD                                           | 16 de janeiro de 1946   | 25 de fevereiro de 1946 | —                                                     | Prefeito nomeado pelo Governador do Estado     |
| 18 | Francisco Amâncio Pereira         |                                                 | PSD                                           | 25 de fevereiro de 1946 | 31 de janeiro de 1948   | —                                                     | Prefeito nomeado pelo Governador do Estado     |
| 19 | Paulo Teixeira de Vasconcelos     |                                                 | UDN                                           | 31 de janeiro de 1948   | 30 de março de 1953     |                                                       | Prefeito e vice eleitos em sufrágio universal' |
| 20 | Francisco de Oliveira Cabral      |                                                 | PSP                                           | 30 de março de 1953     | 31 de janeiro de 1958   |                                                       | Prefeito e vice eleitos em sufrágio universal' |
| 21 | João Militão Martins              |                                                 | UDN                                           | 31 de janeiro de 1958   | 31 de março de 1963     |                                                       | Prefeito e vice eleitos em sufrágio universal' |
| 22 | Francisco Amâncio Pereira         |                                                 | PSD                                           | 31 de março de 1963     | 31 de dezembro de 1968  |                                                       | Prefeito e vice eleitos em sufrágio universal' |
| 23 | Mário Cavalcante de Lima          |                                                 | ARENA                                         | 1º de janeiro de 1969   | 1º de janeiro de 1973   |                                                       | Prefeito e vice eleitos em sufrágio universal  |
| 24 | José Reinaldo da Silva            |                                                 | MDB                                           | 1º de janeiro de 1973   | 1º de janeiro de 1977   |                                                       | Prefeito e vice eleitos em sufrágio universal  |
| 25 | Raimundo Querino da Costa         |                                                 | ARENA                                         | 1º de janeiro de 1977   | 31 de dezembro de 1982  |                                                       | Prefeito e vice eleitos em sufrágio universal  |
| 26 | Edivan Secundo Lopes              |                                                 | PMDB                                          | 1º de janeiro de 1983   | 31 de dezembro de 1988  |                                                       | Prefeito e vice eleitos em sufrágio universal  |
| 27 | Benes Leocádio                    |                                                 | PMDB                                          | 1º de janeiro de 1989   | 31 de dezembro de 1992  |                                                       | Prefeito e vice eleitos em sufrágio universal  |
| 28 | Edivan Secundo Lopes              |                                                 | PMDB                                          | 1º de janeiro de 1993   | 31 de dezembro de 1996  |                                                       | Prefeito e vice eleitos em sufrágio universal  |
| 29 | Benes Leocádio                    |                                                 | PMDB                                          | 1º de janeiro de 1997   | 31 de dezembro de 2004  |                                                       | Prefeito e vice eleitos em sufrágio universal  |
| 29 | Benes Leocádio                    | Prefeito e vice reeleitos em sufrágio universal | PMDB                                          | 1º de janeiro de 1997   | 31 de dezembro de 2004  |                                                       |                                                |
| 30 | Edivan Secundo Lopes              |                                                 | PTB                                           | 1º de janeiro de 2005   | 31 de dezembro de 2008  | José Marques Fernandes                                | Prefeito e vice eleitos em sufrágio universal  |
| 31 | Benes Leocádio                    |                                                 | PP                                            | 1º de janeiro de 2009   | 31 de dezembro de 2016  | Mário Sérgio de Holanda Madruga                       | Prefeito e vice eleitos em sufrágio universal  |
| 31 | Benes Leocádio                    | PMDB                                            | José Marques Fernandes                        | 1º de janeiro de 2009   | 31 de dezembro de 2016  | Prefeito reeleito e vice eleito em sufrágio universal |                                                |
| 32 | José Marques Fernandes            |                                                 | PMDB                                          | 1º de janeiro de 2017   | 31 de dezembro de 2020  | Francisco Marcio Nunes                                | Prefeito e vice eleitos em sufrágio universal  |
| 33 | Felipe Ferreira de Menezes Araújo |                                                 | PP                                            | 1º de janeiro de 2021   | até a atualidade        | José Carlos Felipe                                    | Prefeito e vice eleitos em sufrágio universal  |
| 33 | Felipe Ferreira de Menezes Araújo | MDB                                             | Prefeito e vice eleitos em sufrágio universal | 1º de janeiro de 2021   | até a atualidade        | José Carlos Felipe                                    |                                                |